# Sweet Jane
Sweet Jane is een single van de Amerikaanse experimentele rockgroep The Velvet Underground. Het nummer verscheen oorspronkelijk op het album Loaded uit 1970 en werd drie jaar later uitgebracht als single. Sweet Jane werd in 2011 door Rolling Stone verkozen tot 342e beste nummer aller tijden.

## Beschrijving
Sweet Jane werd geschreven door Lou Reed en gaat over het crossdressende koppel Jack en Jane. Het nummer werd voor het eerst door de groep ten gehore gebracht tijdens een optreden op 19 oktober 1969, waarvan een opname later op album verscheen onder de naam 1969: The Velvet Underground live. Het nummer begint met een echoënde gitaarsolo en schakelt daarna over op een gitaarriff, bestaand uit vier akkoorden. De oorspronkelijke opname van het nummer bevatte een rustige brug, maar deze werd tot afschuw van Reed door Atlantic Records van het album geschrapt. De heruitgave van het album uit 1997, Fully Loaded, bevatte wel de oorspronkelijke versie.

## Intro-versie
Op Reeds livealbum Rock 'n' roll animal uit 1974 wordt het nummer onder de titel Intro/Sweet Jane voorgegaan door een dubbele gitaarsolo van drieënhalve minuut.

## Covers
Van alle covers van Sweet Jane was de vertolking van Cowboy Junkies Reeds favoriet.

## NPO Radio 2 Top 2000
| Nummers met noteringen in de NPO Radio 2 Top 2000 | '00  | '01 | '02  | '03  | '04  | '05 | '06  | '07  | '08  | '09  | '10  | '11  | '12  | '13  | '14  | '15  | '16  | '17  | '18  | '19  | '20  | '21  |
| ------------------------------------------------- | ---- | --- | ---- | ---- | ---- | --- | ---- | ---- | ---- | ---- | ---- | ---- | ---- | ---- | ---- | ---- | ---- | ---- | ---- | ---- | ---- | ---- |
| Intro/Sweet Jane (Lou Reed)                       | 1138 | -   | 1810 | 1764 | 1188 | 921 | 1872 | 1832 | 1554 | 1895 | 1786 | 1290 | 1241 | 731  | 1059 | 1339 | 1594 | 1672 | 1838 | 1899 | 1999 | 1923 |
| Sweet Jane (The Velvet Underground)               | -    | -   | -    | -    | -    | -   | -    | -    | -    | 1435 | 1455 | 1487 | 1840 | 1256 | 1631 | -    | -    | -    | -    | -    | -    | -    |

1. ↑  Een '-' betekent dat het nummer niet was genoteerd en een vetgedrukt getal geeft de hoogste notering van een nummer aan.
2. ↑  2000 was het eerste jaar met een notering voor een van deze nummers.
3. ↑  Deze tabel is bijgewerkt tot en met de laatste editie (2024).